# Plangebiet
Das Plangebiet ist eine Fläche, die den räumlichen Geltungsbereich eines städtebaulichen Plans umfasst. Zu diesen Plänen zählen Entwurfspläne wie beispielsweise Flächennutzungspläne oder Bebauungspläne.

## Merkmale
Zu den Merkmalen eines Plangebietes zählen folgende Punkte:
- Hangneigung
- Himmelsrichtung
- Immissionen
- Schutzzonen
- Baubestand
- Grünflächen